# Savkuz Dzarasov
Savkuz Dzarasov (n. 5 ianuarie 1930, Zilga⁠(d), Pravoberejnîi okrug⁠(d), RSFS Rusă, URSS – d. 12 iulie 1990) a fost un luptător ce a reprezentat Uniunea Republicilor Sovietice Socialiste, medaliat olimpic. A participat la o ediție a Jocurilor Olimpice (1960) în care a câștigat o medalie de bronz.

## Participări
Lista de mai jos prezintă principalele competiții la care a participat Savkuz Dzarasov de-a lungul carierei.
- Lotta libera ai Giochi della XVII Olimpiade - Pesi massimi[*]